# Bisbat de Mexicali
El bisbat de Mexicali (espanyol: Diócesis de Mexicali, llatí: Dioecesis Mexicalensis) és una seu de l'Església Catòlica a Mèxic, sufragània de l'arquebisbat de Tijuana, i que pertany a la regió eclesiàstica Nord-oest. Al 2013 tenia 1.170.316 batejats sobre una població de 1.440.000 habitants. Actualment està regida pel bisbe José Isidro Guerrero Macías.

## Territori
La diòcesi comprèn el municipi de Mexicali a l'estat mexicà de la Baixa Califòrnia i els municipis de General Plutarco Elías Calles, Puerto Peñasco i San Luis Río Colorado a l'estat de Sonora.
La seu episcopal és la ciutat de Mexicali, on es troba la catedral de Mare de Déu de Guadalupe.
El territori s'estén sobre 59.000 km², i està dividit en 55 parròquies.

## Història
La diòcesi va ser erigida el 25 de març de 1966 mitjançant la butlla Qui secum del Papa Pau VI, prenent el territori de l'arquebisbat d'Hermosillo i de la diòcesi de Tijuana (avui arxidiòcesi). Originàriament era sufragània de l'arquebisbat de Hermosillo.
El 25 de novembre de 2006 passà a formar part de la província eclesiàstica de Tijuana.
El 26 de gener de 2007 cedí una porció del seu territori a benefici de l'erecció del bisbat d'Ensenada.

## Cronologia episcopal
- Manuel Pérez-Gil y González † (18 de juliol de 1966 - 30 de març de 1984 nomenat bisbe de Tlalnepantla)
- José Ulises Macías Salcedo (14 de juny de 1984 - 20 d'agost de 1996 nomenat arquebisbe d'Hermosillo)
- José Isidro Guerrero Macías, des del 31 de maig de 1997

## Estadístiques
A finals del 2013, la diòcesi tenia 1.170.316 batejats sobre una població de 1.440.000 persones, equivalent al 81,3% del total.
| any  | població  | població  | població | sacerdots | sacerdots       | sacerdots       | sacerdots             | diaques | religiosos | religiosos | parròquies |
| ---- | --------- | --------- | -------- | --------- | --------------- | --------------- | --------------------- | ------- | ---------- | ---------- | ---------- |
| any  | batejats  | total     | %        | total     | clergat secular | clergat regular | batejats por sacerdot | diaques | homes      | dones      |            |
| 1966 | ?         | 383.467   | ?        | 28        | 11              | 17              | ?                     |         |            |            | 10         |
| 1970 | 600.000   | 656.700   | 91,4     | 47        | 35              | 12              | 12.765                |         | 14         | 163        | 24         |
| 1976 | 685.620   | 761.831   | 90,0     | 50        | 31              | 19              | 13.712                |         | 27         | 150        | 32         |
| 1980 | 719.178   | 900.000   | 79,9     | 58        | 33              | 25              | 12.399                |         | 33         | 177        | 33         |
| 1990 | 1.349.000 | 1.622.000 | 83,2     | 84        | 60              | 24              | 16.059                |         | 28         | 155        | 41         |
| 1999 | 1.286.455 | 1.524.249 | 84,4     | 115       | 88              | 27              | 11.186                |         | 50         | 152        | 43         |
| 2000 | 1.376.455 | 1.618.150 | 85,1     | 109       | 87              | 22              | 12.628                | 1       | 51         | 151        | 49         |
| 2001 | 1.085.082 | 1.379.525 | 78,7     | 123       | 96              | 27              | 8.821                 | 1       | 45         | 150        | 49         |
| 2002 | 1.181.907 | 1.521.984 | 77,7     | 128       | 101             | 27              | 9.233                 | 1       | 45         | 156        | 49         |
| 2003 | 1.245.558 | 1.516.845 | 82,1     | 140       | 112             | 28              | 8.896                 | 1       | 71         | 144        | 49         |
| 2004 | 1.317.533 | 1.705.001 | 77,3     | 121       | 100             | 21              | 10.888                | 1       | 59         | 139        | 51         |
| 2013 | 1.170.316 | 1.440.000 | 81,3     | 163       | 147             | 16              | 7.179                 | 2       | 32         | 141        | 55         |